# 橋本喜一
橋本 喜一（はしもと きいち、1908年（明治41年）3月10日 - 没年不明）は、日本の教育者・政治家。新潟県両津市（現・佐渡市）長（1期）。

## 来歴
新潟県出身。出生名は市橋喜一。佐渡トキ保護会会長で「トキ博士」の異名を持つ佐藤春雄は実弟。
1931年（昭和6年）に東洋大学文学部を卒業し、陸軍科学研究所に勤務した。橋本家に婿入りし、劇場の橋本座の経営者も務めた。相川町立相川高等女学校や組合立佐渡高等女学校で教諭を務めた。
1949年（昭和24年）2月には両津町加茂村組合立両津高等学校（現・新潟県立佐渡中等教育学校）の校長事務取扱を命じられ、同年6月には両津高校が新校地に移転した。
1950年（昭和25年）に両津町議会議員に当選すると、1952年（昭和27年）には議員選出の両津町教育長に就任し、両津高校の県立移管に尽力した。両津高校が新潟県立両津高等学校となったのは1953年（昭和28年）4月のことである。
両津町消防団長、新潟県消防協会理事も務めた、1959年（昭和34年）には両津市消防長に就任した。1962年（昭和37年）に両津市長に当選した。市長在任中は三八豪雪や新潟地震など大規模な自然災害に見舞われた。市長を1期務め、1966年（昭和41年）の市長選挙には出馬しなかった。